# ロシア軍 (白軍)

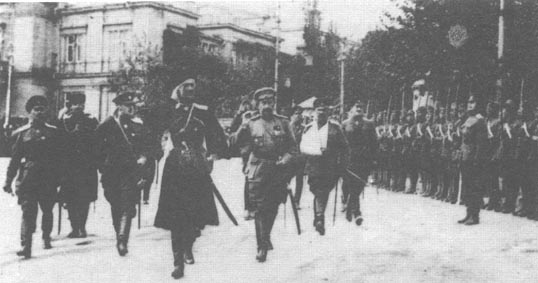
ロシア軍総軍司令官ヴラーンゲリ将軍とコサック部隊の司令官たち；敬礼をするヴラーンゲリ総軍司令官、その右側に第4クバン軍団司令官シャチーロフ将軍、左側にドン・コサック軍のアタマン・ボガエーフスキイ将軍、儀仗刀を持つのがシー・ミーズ・ドスポン

ロシア軍(ロシア語:Русская армияルースカヤ・アールミヤ)は、ピョートル・ヴラーンゲリによって建設されたロシアの軍隊である。赤軍に反対する白軍(白衛軍)運動を展開した。他のロシア軍と区別してクリミアのロシア軍(Русская Армия в Крымуルースカヤ・アールミヤ・フクルィーム)とも呼ばれる。ヴラーンゲリ指揮下の第1軍団(1й Армейский корпус)とコサック部隊が主力となった。

## 概要

### 設立

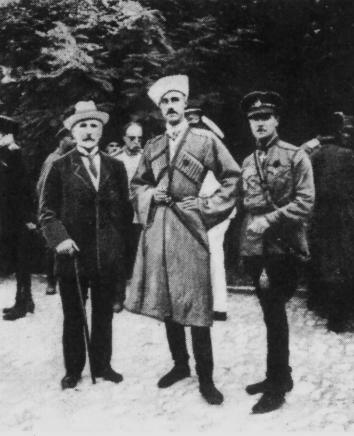
ヴラーンゲリ総軍司令官とクバン・コサックのシャチーロフ将軍、市民政府のクリヴォシェーイン代表

1920年春、亡命したアントーン・デニーキンに代わって南ロシア軍の全権を握ったピョートル・ヴラーンゲリは、それまでの帝政復古を目指す「統一ロシア」主義を捨て、クリミア半島のセヴァストポリを中心に新たな独立共和国の建設を行う方針を固めた。ヴラーンゲリは、ウクライナ人民共和国やグルジア民主共和国をモデルとする新国家の樹立を目指し、5月11日、それまでの南ロシア軍をロシア軍と改名し、組織の刷新を図った。
新組織の政策面を取り仕切ったのは、「アジア・ロシア政府」の首班アレクサーンドル・クリヴォシェーインであった。ロシア帝国の政治家であったクリヴォシェーインは、帝政時代にはストルィピンの改革に取り組んだ人物であった。クリヴォシェーインは、ボリシェヴィキに中央権力が掌握されると、エカテリノダールにおいて反革命政府「ロシア国家連合」を組織した。これは、デニーキン軍の政府として機能した。デニーキン軍がノヴォロシーイスクから退却したのちクリヴォシェーインは国外へ逃れていたが、ヴラーンゲリのたっての願いからクリミアでの新政府発足の中心的役割を担うことに合意した。ヴラーンゲリは、クリヴォシェーインの手腕にすべての希望を託していたと言われる。
それまで、白軍は勢力圏となった南部ロシアやウクライナの人口の大半を占めていた農民の支持を得ることに失敗していた。クリヴォシェーインは、新政府が農民を支持基盤に置く以上、彼らからの永続的な支持を得ることが肝心であると考えた。白軍司令官のほとんどは帝政派であり、栄光に満ちたロシア帝国の復活を望んでいた。そのため、中には非常に反動的な思考を持った人物も少なくはなかった。帝政時代に農奴として虐げられてきた農民らは、白軍の勝利によって再び以前の態勢が戻ることを警戒していた。ロシア帝国の農民は農奴解放令により自由を保障されていたものの、反動的政府によりその権利はしばしば侵されてきた。これに対し、クリヴォシェーインは土地を農民へ分け与え完全な個人所有とする土地改革を重要政策として打ち出した。ヴラーンゲリは、クリヴォシェーインの政策により、農民らの支持を得て勢力の回復がされることを期待した。農民の望む土地の個人所有はソビエトが全面否定しており、またソビエトは農民を敵視していたこともあり、ヴラーンゲリのロシアにとって農民への懐柔は有益であると考えられた。
軍の建て直しと政府機構の拡充を図り国家地域の経済的な発展にも取り組んだ結果、クルィームは当時旧ロシア帝国領土の中でもっとも経済的に発展した地域となった。この経済力を背景に、ヴラーンゲリはボリシェヴィキを打倒しようと試みた。軍備には、イギリス製やフランス製の第一級のものが導入された。加えて、南ロシア軍時代よりセヴァストーポリ港にあった艦艇の多くを白軍に接収していた。これらの艦艇は、十月革命後ウクライナ国艦隊のちに赤軍艦隊となっていた旧ロシア帝国海軍黒海艦隊の所属艦で、戦艦以下若干の新鋭艦と多くの旧式艦を含んでいた。

### 敗北と亡命

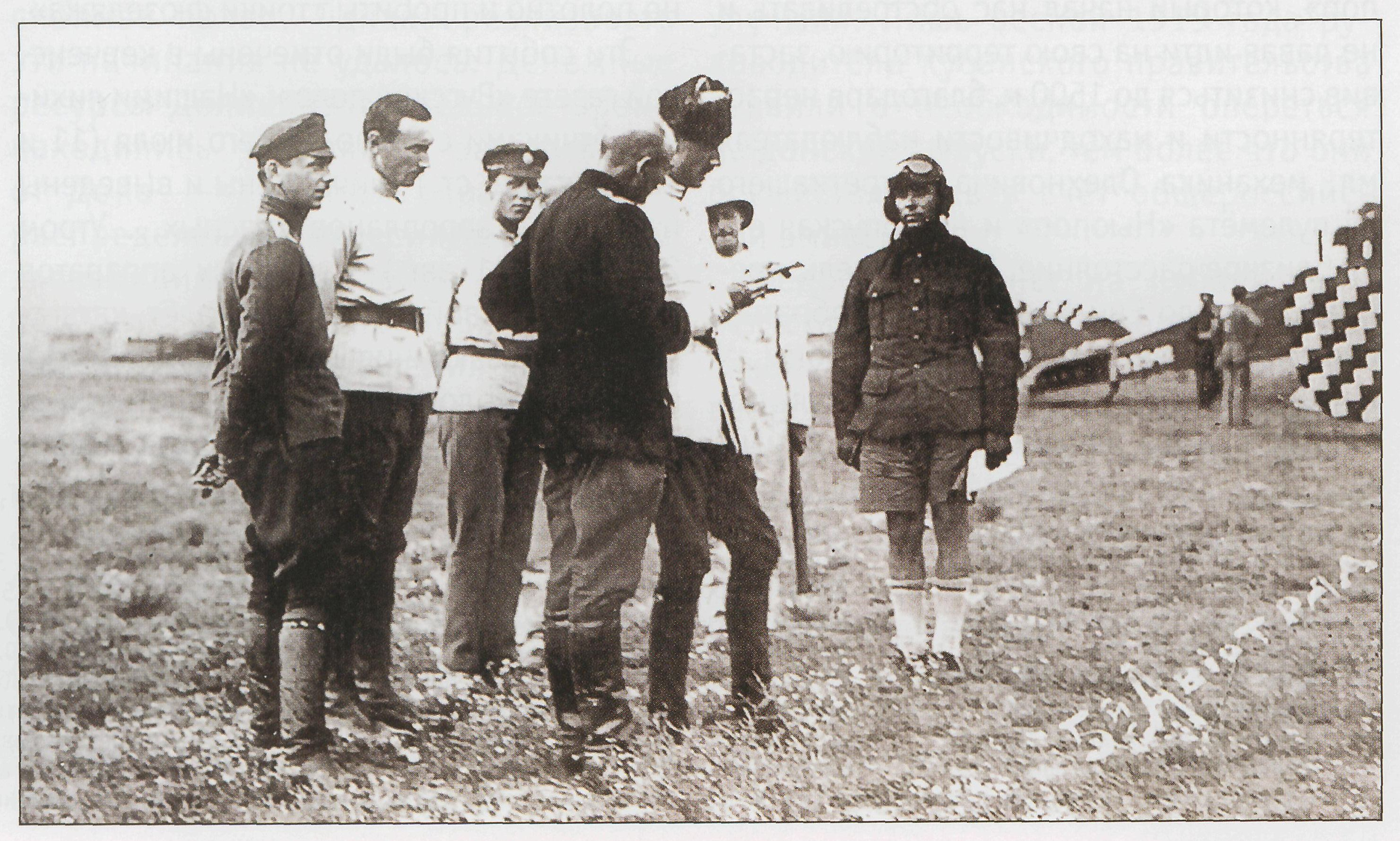
ヴラーンゲリ総軍司令官と航空部隊のパイロットたち

しかし、折しも終結したポーランド・ソヴィエト戦争、ウクライナ・ソヴィエト戦争の結果、それまで主力をウクライナ方面に割かれていた赤軍は全勢力をクルィームへ向けられるようになった。加えて、イギリスはロシア軍への支援を拒絶し、フランスはクリヴォシェーインの政府に対する支援を約束したものの、支援は急がないとしていた。数に劣るロシア軍は、赤軍の大勢力を前に瞬く間に存亡の危機に立たされることになった。
赤軍はウクライナでポーランド軍に敗北を喫したが、ヴラーンゲリはその敗戦で赤軍が弱体化しているという可能性に望みをかけ北方へ向けて突撃を行った。しかし、赤軍の勢いはまったく衰えておらず、それどころかかつてにもまして強力であった。一方、ロシア軍はデニーキンの亡命に伴い多くが亡命しており、その戦力は白軍の最盛期を大きく下回っていた。ロシア軍は北ターヴリヤ(クリミア半島北部)での決戦において赤軍に甚大な損害を与えたものの、自軍も兵力の半数を失う手痛い敗戦を喫した。
ヴラーンゲリは、残存勢力をロシア国外に逃して態勢を立て直す決意をした。ヴラーンゲリは、全指揮官、兵士、そして彼らに従ってきた市民に対し選択の自由を与えた。すなわち、彼らは行き先の見えないヴラーンゲリの亡命に付き従うか、ソヴィエト勢力による占領を受け入れ現地に残るかの選択を迫られたのである。
1920年11月14日、ヴラーンゲリ以下のロシア軍は160隻の船舶で以ってトルコへ亡命した。第1軍団はガリポリへ、コサック部隊はレムノス島へ移った。一方、クルィームに残るすべてのロシア軍関係者には、軍人・市民を問わずボリシェヴィキからは恩赦が約束されていた。しかし、ボリシェヴィキの常套手段としてこの約束はすぐに覆され、ロシア軍関係者の99 %近くが銃殺あるいは銃剣による刺殺、または海へ沈めるなどの手段によって虐殺された。
ヴラーンゲリら離脱に成功した一団は、トルコのイスタンブールを経てチュニジアのビゼルトに滞在した。しかし、12月29日に艦隊はフランス政府により接収され、ロシア軍は大きくその戦力を殺がれることとなった。

### 国外での活動
残された少ない資金と軍備では、ロシア軍がヨーロッパ・ロシアへの上陸作戦を行うことはもはや不可能となっていた。また、同様の理由で第1軍団が極東地方に残されていた白軍組織極東ロシア軍との合一を行うことも不可能であった。仕方なく、ロシア軍総司令官ピョートル・ヴラーンゲリ将軍は、再起をかけて第1軍団をブルガリアに移動させた。
その後、ロシア軍は1922年までブルガリアに滞在した。しかし、「共産主義の伝染病」はこの年ブルガリアにまで及んだ。「モスクワの赤い手」はブルガリアの共産主義者へ資金や武器の援助を行い、コミンテルン活動家はそもそも1917年からこの地で活動を展開していた。そこで、ロシア軍人のブルガリア人への助力だけが共産主義革命を屈服させることができた。
その後、モスクワの共産主義者はテロリストや外交的圧力によりその影響力をセルビアにまで及ばせた。これを受け、1923年より第1軍団やロシア軍の軍事学校・陸軍幼年学校の将校は、共産主義者の勢いを殺ぐためセルブ・クロアチア・スロヴェニア王国へ移動した。1924年には、ヴラーンゲリを中心としてロシア国外の全白軍勢力を束ねるロシア全軍連合が組織された。しかし、ヴラーンゲリは1928年にブリュッセルにおいて急死した。（ソ連のスパイの手による暗殺説がある）
ロシア軍は、古参将校が精力的な活動を展開するのに加え、1920年代から1930年代を通じて新世代の養育にも力を入れた。しかし、1941年、ナチス・ドイツ軍のソ連侵攻により独ソ戦が開始されると、ロシア軍は再び宿敵赤軍との決戦に臨む機会に遭遇した。構成員の多くが新世代に取って代わられていたロシア軍の第1軍団は、古参将校の指揮下、再集結したコサック部隊などとともにドイツ軍のロシア軍団(ロシア防衛軍団とも)の一員として戦闘に参加した。しかし、ドイツがソ連に敗れると、長年にわたって継続されてきたロシア軍の努力も水泡に帰すこととなった。

## 組織
- 総司令官：ピョートル・ヴラーンゲリ中将（1920年4月28日 - 1920年11月）

### 参謀部
- 参謀長：P.マフロフ少将（1920年4月28日 - 1920年6月6日）、P.シャチロフ中将（1920年6月16日 - 1920年11月）
- 軍事局長：V.ヴャジミチノフ中将（1920年4月28日 - 1920年11月）
- 補給局長：P.ヴィリチェフスキー中将（1920年4月28日 - 1920年8月）
- 特別課長：クリモヴィッチ将軍
- 当直将官：S.トルハチェフ少将（1920年4月28日 - 1920年11月）
- 航空部長：V.トカチェフ少将（1920年4月 - 1920年11月）
- 騎兵総監：Y.ユゼフォヴィッチ中将（1920年6月 - 1920年9月）

### 編成
1920年9月時点の編成。
- 第1軍
  - 第1軍団
    - コルニーロフ打撃師団
    - マルコフ将軍歩兵師団
    - ドロズドフスキー将軍歩兵師団
    - 第6歩兵師団

  - 第3ドン軍団
    - 第1ドン師団
    - 第2ドン師団
    - 第3ドン師団
    - 親衛旅団
- 第2軍
  - 第2軍団
    - 第13歩兵師団
    - 第34歩兵師団
    - 第2独立混成騎兵旅団

  - 第3軍団
    - 第6歩兵師団
    - 第7歩兵師団

  - 親衛支隊
- 第3ロシア軍
  - 第1狙撃師団
  - 第2狙撃師団
  - 混成コサック師団